# Bainbridge Lake
Bainbridge Lake är en sjö i Kanada.   Den ligger i provinsen British Columbia, i den sydvästra delen av landet, 3 700 km väster om huvudstaden Ottawa. Bainbridge Lake ligger 158 meter över havet. Arean är 0,28 kvadratkilometer. Den sträcker sig 0,7 kilometer i nord-sydlig riktning, och 0,7 kilometer i öst-västlig riktning.
I omgivningarna runt Bainbridge Lake växer i huvudsak barrskog. Runt Bainbridge Lake är det mycket glesbefolkat, med 3 invånare per kvadratkilometer.